# Roimontis tolotomensis
Roimontis tolotomensis é uma espécie de gastrópode  da família Charopidae, e única espécie do género Roimontis.
É endémica da Micronésia.